# Capçanes
Capçanes ist eine katalanische Gemeinde in der Provinz Tarragona im Nordosten Spaniens. Sie liegt in der Comarca Priorat. Capçanes liegt in einem Seitental der Berge Tarragonas und hat 428 Einwohner (Stand: 2024).

## Geografische Lage
Capçanes liegt etwa 7 km südlich von Falset, 40 km westlich von Tarragona und etwa 160 km südwestlich von Barcelona.

## Wirtschaft
Wesentlicher Wirtschaftszweig ist der Weinbau im Weinbaugebiet Montsant. Im Jahr 1933 wurde in Capçanes eine Winzergenossenschaft gegründet, um die Erträge der gemeinsamen Rebflächen rationeller zu vermarkten. Nach 50 Jahren Fassweinvermarktung wurde ab 1980 auf Traubenvermarktung umgestellt und jegliche önologische Aktivität eingestellt. Anfang der 1990er Jahre suchte die jüdische Gemeinde von Barcelona nach einem Erzeuger von Wein, der die Maßgaben der strengen jüdischen Speisegesetze erfüllt. Die Kellerei ließ sich auf das Experiment ein und investierte in Technik und mehrere versiegelbare Kellerabteile mit eigenen Tanks, Fässern und Gerätschaften. Heute vermarktet die Kellerei weltweit in Städten mit hohem Anteil an Bewohnern jüdischen Glaubens ihren  Peraj Ha’abib aus Garnacha, Cabernet Sauvignon und Cariñena, die auf bis zu 70 Jahre alten Rebstöcken in 500 m Meereshöhe gewachsen sind. Der amerikanische Weinkritiker James Suckling nahm 2018 zwei Weine der Genossenschaft in die Liste seiner besten 100 spanischen Weine auf.

## Sehenswürdigkeiten
Denkmal für den Carrasclet, der im Ort geboren wurde, von Francesc Carulla i Serra.
Winzergenossenschaft, gegründet 1933, vgl. Weblinks.

## Söhne und Töchter des Ortes
Pere Joan Barceló i Anguera (1687–1741), genannt Carrasclet („Kohlenverkäufer,“ in Anspielung auf seinen Beruf), Guerrillero, der im Spanischen Erbfolgekrieg auf der Seite des Habsburger Erzherzogs Karl gegen die Bourbonen kämpfte und im Exil in Breisach am Rhein starb. 